# ひ
平假名ひ和片假名ヒ是日语的假名之一，由一个音节组成。在日语五十音图中排第6行第2个（は行い段）的位置。ひ（平假名）和ヒ（片假名）是清音，其對應的濁音為び（平假名）和ビ（片假名），半濁音為ぴ（平假名）和ピ（片假名）。

## 筆劃順序

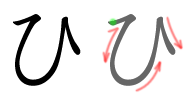
平假名ひ的筆劃順序

片假名ヒ的筆劃順序

## 關於ひ和ヒ
| 現代日語發音     | 由1個子音和1個母音形成／çi／音， 其對應的濁音為／bi／音、半濁音為／pi／音                                |
| 五十音顺序       | 第27位                                                                                                   |
| 伊吕波顺序       | 第44位，「ゑ」之后、「も」之前                                                                           |
| 平假名「ひ」字源 | 「比」字的草書                                                                                           |
| 片假名「ヒ」字源 | 「比」字的左半部                                                                                         |
| 日语罗马字       | :平文式罗马字：hi 训令式罗马字：hi :平文式罗马字：bi 训令式罗马字：bi :平文式罗马字：pi 训令式罗马字：pi |
| 点字：           | \| ●－ ●● \|                                                                                             |
| 通话表           | 「」 |
| 摩尔斯电码       | ——・・－                                                                                                 |
| ●－ ●●           | |